# Shibuya Tengai

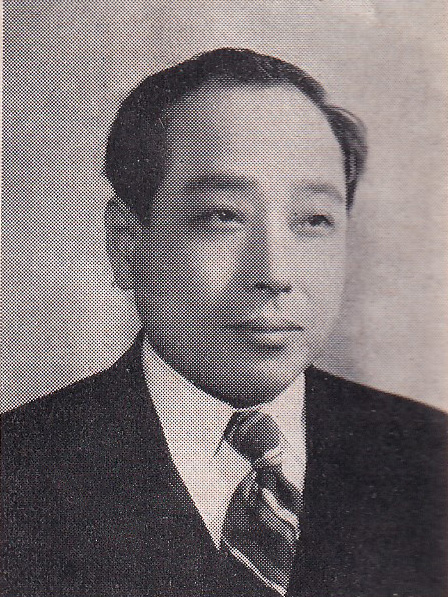
Shibuya Tengai 1952

Shibuya Tengai (japanisch 渋谷 天外, eigentlich Shibutani Kazo; geboren 7. Juni 1906 in Kyōto; gestorben 18. März 1983 ebenda) war ein japanischer Komödiant und Stückeschreiber.

## Leben und Wirken
Shibuya Tengais Vater war Komödien-Schauspieler, der erste „Shibuya Tengai“. Er leitete die „Rakuten-Gesellschaft“ (楽天会). Ab 1918, im Alter von 8 Jahren, trat Tengai Junior als Kinderdarsteller in der Rakuten-Gesellschaft auf. Nach dem Tod seines Vaters arbeitete er zunächst der Tankai Shiganoya-Truppe, gründete dann aber 1928, mit Soganoya Tōgo (曽我廼家 十吾; 1891–1975), und anderen die Theatertruppe „Shōchiku Kateigeki“ (松竹家庭劇). 1929 nahm er den Namen „Shibuya Tengai II.“ an.
Nach dem Zweiten Weltkrieg verließ Tengai das „Shōchiku Kateigeki“ und übernahm die Theatergruppe „Sweet Home“. 1948 gründete er das „Chōchiku Shingekijo“ (松竹新喜劇). Er trat auf der Bühne auf, war im Radio zu hören und im Kino zu sehen. Allgegenwärtig nannte man ihn den „Kamigata Comedy King“. 1965 brach er mit einem Schlaganfall zusammen, sodass sein jüngerer Mitarbeiter Kambi Fujiyama (1929–1990) in der Praxis die Leitung der Theatergruppe übernahm.
Shibuya war mehr als einem halben Jahrhundert auf der Bühne aktiv, verfasste berühmte Stücke, wie „Katsura Harudanji“ (桂 春団治). Mehr als die Hälfte seiner etwa 1000 Stücke schrieb er unter dem Pseudonym „Tate Naoshi“ (館 直志), was für „建て直し“ – „Rekonstruktion“, hier für „Aufbereitung alter Stücke“ steht. Zu den bekanntesten Werken gehören „Watera no nenrin“ (わてらの年輪) – „Unsere Jahresringe“, „Otona no dōwa“ (大人の童話) – „Märchen für Erwachsene“, „銀の簪“ (銀の簪) – „Silberne Haarnadel“, „Haruka nari Dōtombori“ (はるかなり道頓堀) – „Weit weg am Dōtombori “, „Bakuro Ichidai“ (馬喰一代) – „Bakuri I.“, und das bereits genannte „Katsura Harudanji“. 1930 hatte Shibuya die Schauspielerin und Mitspielerin Naniwa Chieko (浪花 千栄子; 1907–1973) geheiratet, sich aber 1950 von ihr getrennt. 
Shibuya wurde mit folgenden Preisen ausgezeichnet: 1962 Ehrenmedaille, 1972 Orden der Aufgehenden Sonne 4. Klasse, 1952 Kulturpreis für Bürger der Stadt Osaka (大阪市民文化賞) und 1963 Kikuchi-Kan-Preis.
Sein zweiter Sohn, geboren 1954,  setzt die Familientradition als „Shibuya Tengai III.“ fort.